# 951 Gaspra
951 Gaspra (/[invalid input: 'icon']ˈɡæsprə/) là một tiểu hành tinh kiểu S có quỹ đạo rất gần với rìa trong của vanh đai tiểu hành tinh.